# Wincenty Lutosławski

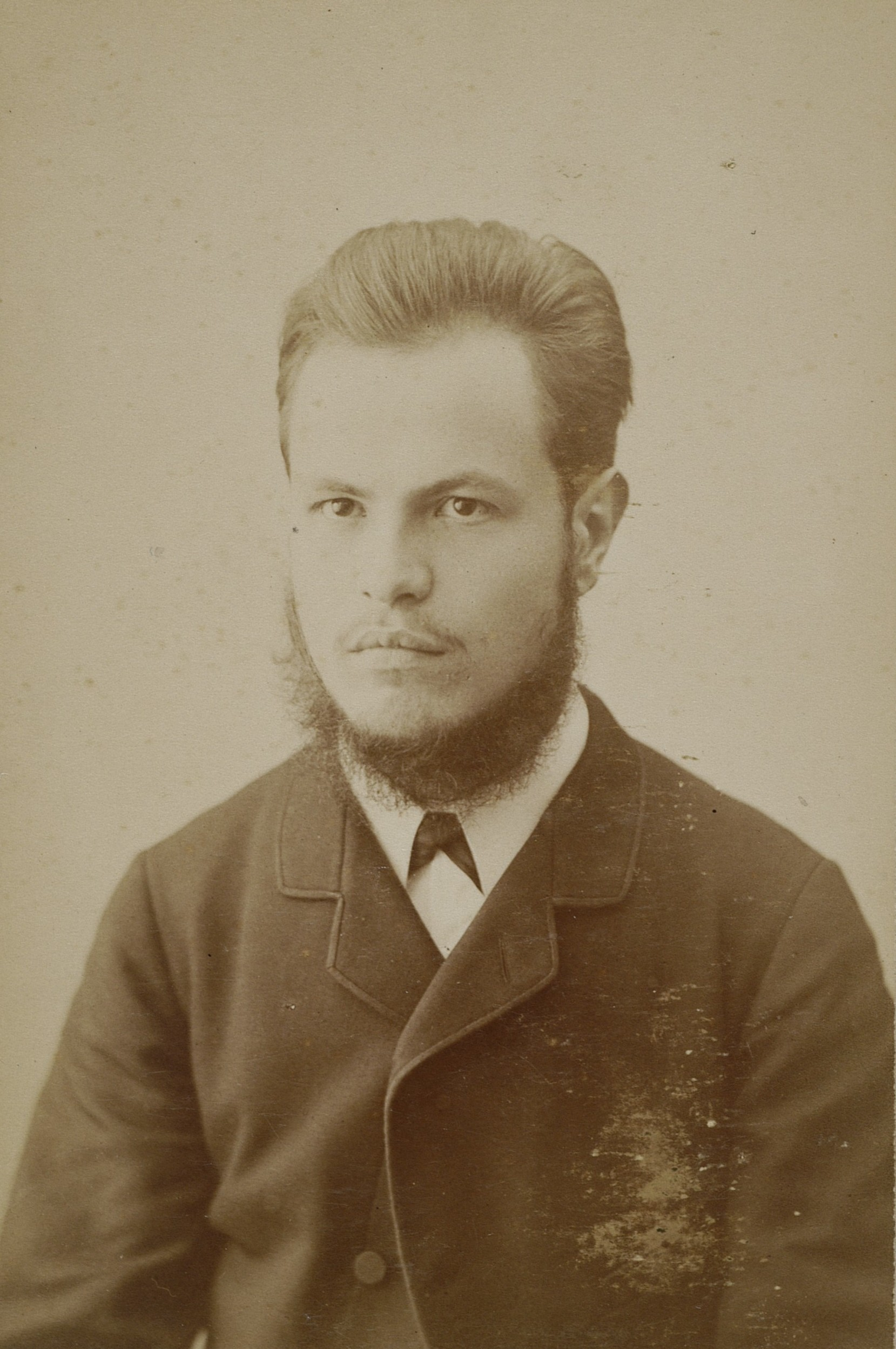
Wincenty Lutosławski, 1885

Wincenty Lutosławski (Varsovia, 6 de junio de 1863 – Cracovia, 28 de diciembre de 1954) fue un filósofo, helenista, crítico literario y escritor polaco, miembro de la Liga Nacional de Polonia y casado con la periodista, poetisa y escritora española Sofía Casanova (1861-1958), de la que tuvo cuatro hijas y luego se divorció. Es medio hermano de Józef Lutosławski, padre del compositor Witold Lutosławski, y es conocido sobre todo por haber creado los principios de la estilometría, una ciencia auxiliar de la crítica literaria.

## Biografía
Políglota, Lutosławski asistió a la escuela primaria en Drotzdów, el pueblo de donde era originaria su familia, y en la Academia Petrina de Mitau (Letonia). Estudió química en el Politécnico de Riga; luego se mudó a la universidad de Dorpat, donde simultaneó el estudio de la química y la filosofía; después trabajó en Moscú, Londres y Kazán. En 1895 fue a España a estudiar el pesimismo en la literatura española y allí conoció y se casó con la escritora y periodista española Sofía Casanova. En 1898 defendió su tesis doctoral en la Universidad de Helsinki. Luego enseñó en la Universidad Jaguelónica de Cracovia y dio conferencias en Lausana y Ginebra. De 1920 a 1929 enseñó en la Universidad de Vilna. Después de peregrinar por distintos países y ciudades, se estableció en Cracovia.
Se dio a conocer por sus importantes estudios sobre Platón (Preservación y desaparición de las constituciones estatales después de Platón, 1887; El origen y crecimiento de la lógica de Platón, 1897). En sus propios escritos filosóficos (Las consecuencias éticas de la doctrina y la inmortalidad, 1895; Preexistencia y reencarnación, 1928) se ocupó de ideas metafísicas y espiritistas, pues estaba muy interesado en disciplinas místicas orientales y, de hecho, fue uno de los introductores del yoga en Polonia, cuyas virtudes dijo le habían curado de las periódicas neurosis y depresiones que padecía en su libro El desarrollo del poder de la voluntad a través de ejercicios psicofísicos según las antiguas tradiciones arias... (1909) y tradujo los libros del yogui Ramacharaki al polaco. Sus obras sobre yoga fueron una inspiración para Tadeusz Paska y el dramaturgo Jerzy Grotowski. Intentó desarrollar un sistema filosófico nacional polaco que combinara el idealismo platónico con el mesianismo del romanticismo polaco, y en 1902 fundó un grupo de ayuda para alcohólicos (Eleuteria),  y una especie de secta católica ascética llamada Eleusis (1903), que terminó expulsándolo en 1913. 
En su La nación polaca (1908) presentó como características que dieron forma al espíritu nacional polaco a la tolerancia, el amor a la libertad y el catolicismo. Estas virtudes convirtieron al país en el punto de partida de una futura sociedad europea. Incluso antes de 1900, Lutosławski acuñó el término de estilometría en el campo de la filología (Principes de stylométrie, 1890).
En esta obra creó los fundamentos de un procedimiento matemático y estadístico para medir y analizar el usus scribendi de un autor de forma tal que puedan asignarse textos sin autor claro a un autor determinado o datarlos con razones de frecuencias y porcentajes léxicos, gramaticales, sintácticos, fónicos o semánticos de estilo, o datarlo cronológicamente, pues cada autor tiene unas preferencias características y determinadas que van cambiando en parte conforme pasa el tiempo. Con este procedimiento de análisis literario estableció, por ejemplo, la cronología de los escritos de Platón.
Casado primero con Sofía Casanova, tuvo de ella cuatro hijas:
- María (1888–1979), que se casó con Mieczysław Niklewicz,
- Izabela (1889–1972), casada con el general de brigada Romuald Wolikowski,
- Halina (1897–1989), casada con el médico y político nacionalista Czesław Meissner,
- Jadwiga, que murió en la infancia.

De su segunda mujer, Wanda Peszyńska, tuvo al periodista Wincenty Tadeusz (1913–1998), que cambió su nombre durante la guerra a Aleksander Jordana, y a Janina Lutosławska (1922–2006), doctora en filología inglesa.

## Obras
- Principes de stylométrie / Principios de estilometría (1890)
- O logice Platona / Sobre la lógica de Platón (I–II, Cracovia 1891–1892, I: O tradycyi tekstu Platona / Sobre la tradición textual de Platón, II: Dotychczasowe poglądy na logikę Platona i zadania dalszych badań nad tym przedmiotem / Opiniones hasta la fecha sobre la lógica de Platón y trabajos de investigación adicional sobre este tema
- O pierwszych trzech tetralogiach dzieł Platona / Sobre los tres primeros tetrálogos de las obras de Platón (Cracovia, 1896)
- The Origin and Growth of Plato’s Logic. With an Account of Plato’s Style and of the Chronology of His Writings / El origen y desarrollo de la lógica de Platón. Con un informe del estilo de Platón y la cronología de sus escritos (Londres, 1897)
- Platon jako twórca idealizmu / Platón como el creador del idealismo (Varsovia, 1899)
- Źródła pesymizmu / Fuentes del pesimismo (Cracovia, 1899)
- Z dziedziny myśli. Studja filozoficzne 1888-1899 / En el campo del pensamiento. Estudios filosóficos 1888-1899 (Cracovia, 1900)
- Wykłady Jagiellońskie / Conferencias jaguelónicas (I–II, Cracovia, 1901–1902)
- The Polish Nation / La nación polaca (Berlín, 1908)
- Rozwój potegi woli przez psychofizyczne ćwiczenia według dawnych aryjskich tradycji oraz własnych swoich doświadczeń podaje do użytku rodaków / El desarrollo del poder de la voluntad a través de ejercicios psicofísicos de acuerdo con las antiguas tradiciones arias y sus propias experiencias; se proporciona para el uso de los compatriotas (1909)
- Danzig y Prusia oriental (1919)
- Lituania y la Rutenia blanca (1919)
- La cuestión rutena en Galitzia (1919)
- El bolchevismo y Polonia (1919)
- El mundo de las almas (1924)
- El conocimiento de la realidad (1930)
- Pre-existencia y reencarnación (1928)